# Polesio
Polesio (Pëliéscë in dialetto ascolano) è una frazione del comune di Ascoli Piceno, in provincia di Ascoli Piceno, nelle Marche. Il piccolo paese si sviluppa sopra ad una rupe nel versante meridionale del Monte Ascensione.

Il centro abitato è caratterizzato da tipiche costruzioni in mattoni e pietre chiuse all'interno delle mura e per la presenza di vie strette intervallate da piccole piazze.

## Geografia fisica
Il paese è posto nella zona nord-occidentale del comune di Ascoli Piceno. La frazione comprende anche le campagne e i boschi circostanti. Altre frazioni vicine sono Venagrande e Montadamo.

## Storia
La leggenda vuole che Polesio prenda il toponimo dal nome di santa Polisia, figlia di un console romano e convertita al cristianesimo da sant'Emidio. La giovane, per sfuggire dall'ira del padre che non approvava la sua conversione religiosa, si rifugiò in questi luoghi. Polesio è stato nominato come feudo nei documenti a partire dal X secolo. Nel XIII secolo, il paese era un comune dotato di propri organi di governo, ma assoggettato ad Ascoli Piceno.

Dalla relazione della visita pastorale del vescovo Nicolò Aragona, avvenuta tra il 1580 ed il 1581, si apprende che nel borgo era già stata istituita la Confraternita del Corpus Domini.
Con l'occupazione napoleonica è stato declassato a frazione ascolana. Successivamente è divenuto parte del comune di Montadamo, ma nel 1866, con la soppressione di quest'ultimo, è tornato nuovamente ad essere una frazione di Ascoli. Polesio è nato come castello ed ancora oggi mantiene parte dell'originaria cinta muraria. Il paese nel corso della storia è stato danneggiato da svariate frane che ancora oggi minacciano l'abitato, posto in una zona ad alto rischio idro-geologico.
Polesio è da sempre tradizionalmente legato al Monte Ascensione e da qui partiva la storica processione che ogni anno, il giorno della festa della Madonna dell'Ascensione, raggiunge ancora la cima del monte dove c'è una piccola chiesa a lei dedicata, trasportata a spalla dai fedeli.

## Monumenti e luoghi di interesse

### Architetture religiose
Il paese accoglie la presenza di due edifici consacrati:
- La chiesa di Santa Maria Assunta, all'interno del centro abitato (dichiarata inagibile a seguito del Sisma 2016)
- La chiesa di San Giacomo, posta al di fuori delle mura